# Michal Šmejda
Michal Šmejda (* 13. března 1983), přezdívaný Majk, je český šipkař a hráč týmu Barbaři Sedlec.

## Kariéra
Šipkám se začal věnovat ve svých 18 letech. V roce 2013 se stal vítězem RGP v softových šipkách v organizaci UŠO. V následujících dvou letech na tento úspěch v softových šipkách navázal a na týmovém turnaji World Cup byl u dvou stříbrných medailí.
Na první větší úspěch ve steelových šipkách si musel počkat do roku 2015, kdy se svým týmem ovládl turnaj Gamlin Cup. V tom samém roce se stal vítězem Mistrovství republiky, kde ve finále porazil aktuální českou jedničku, Karla Sedláčka, 3-1 na sety. Vydal se také do zahraničí a vyzkoušel si kvalifikaci na BDO mistrovství světa 2016, ve které ale neuspěl. Zahrál si i na major turnaji World Masters 2015, připsal si dvě výhry, 3-2 nad Georgem Cresseym a 3-0 nad Neilem Duffym. V kole last 80 potom podlehl 1-3 Thomasi Junghansovi ze Švýcarska. Poté se představil na Turkish Open a na WDF World Cup Singles prošel do last 32, kde potom nestačil 1-4 na Švéda Daniela Larssona.
V následujícím roce, 2016, se svým týmem obhájil titul na Gamlin Cupu. V téže sezóně si zahrál na Police Masters, kde došel do last 64 a ve stejné fázi skončil při WDF Europe Cup Singles.
Od sezóny 2017 se začal účastnit kvalifikací na podniky PDC European Tour.
V roce 2018 se vydal do PDC Evropské Q-school, na dvou turnajích prošel do last 64, na zisk Tour card to ale nestačilo. V této sezóně zvítězil jeho tým na mistrovství republiky a o rok později, v roce 2019, zvítězil v turnaji dvojic. Opět si vyzkoušel Evropskou Q-school, ale jen jednou se podíval do last 128, v ostatních třech případech skončil v last 256. Na konci roku obsadil na Czech open místo v last 64.
I na začátku roku 2020 se vydal na Evropskou Q-school, třikrát se probojoval do last 128, jednou skončil v last 256. V dubnu 2020 se stal jedním z deseti účastníků nově vzniklé Tipsport Premier League 2020. Podařilo se mu postoupit do Fáze 2, mezi čtyři nejlepší, kteří poté postoupili do playoff se ale nevešel.
V roce 2021 si opět zahrál Evropskou Q-school. Postoupil do finálové fáze mezi nejlepších 128 hráčů. Na druhém turnaji ve finálové fázi se probojoval do čtvrtfinále, prohrál v něm ale s Nizozemcem Geertem Nentjesem 4-6. Na posledních dvou turnajích nepřešel první kolo a Tour card nezískal ani přes žebříček Q-school Order of Merit. V březnu] se stal opět jedním z účastníků Tipsport Premier League, když obdržel divokou kartu.

## Výsledky na major turnajích
WDF
| Turnaj                 | 2015 | 2016 |
| ---------------------- | ---- | ---- |
| WDF World Cup Singles  | L32  | DNP  |
| WDF Europe Cup Singles | DNP  | L64  |

BDO
| Turnaj                | 2015 | 2016 |
| --------------------- | ---- | ---- |
| BDO mistrovství světa | DNP  | DNQ  |
| Winmau World Masters  | L80  | DNP  |